# کژمینگتسا (استان ووتسکی)
کژمینگتسا (به لهستانی:  Krzemienica) یک روستا در لهستان است که در گمینا چرنگویتسه واقع شده‌است.
 کژمینگتسا  ۲۱۰ نفر جمعیت دارد.